# Saint-Amadou
Saint-Amadou é uma comuna francesa na região administrativa de Occitânia, no departamento de Ariège. Estende-se por uma área de 4,64 km². Em 2010 a comuna tinha 248 habitantes (densidade: 53,4 hab./km²).